# عربلو (هشترود)
عربلو یکی از روستاهای استان آذربایجان شرقی است که در دهستان علی‌آباد بخش مرکزی شهرستان هشترود واقع شده‌است.
این روستادر ۲۰ کیلومتری جنوب شرق هشترود، شرق ایستگاه راه‌آهن خراسانک ودرمجاورت قلعه تاریخی ضحاک که یادگار ارزشمند از تاریخ وفرهنگ ایران است قرار دارد .از آنجا که این روستا در دل طبیعت بکر منطقه است هم تاریخ دوستان وهم طبیعت گردان برای گشت وگزار راهی این منطقه می شوند.7 خانوار دراین روستا سکونت دارند,جاده روستا آسفالت می باشد وانشعابات گاز وبرق وتلفن برای این روستا مهیا شده است.مشاغل مردم این روستا کشاورزی ,دامداری,تولید عسل ارگانیک می باشد که برای سوغاتی می توان از زنبورداران این روستا عسل طبیعی تهیه کرد.